# Черпак, Самуил Евелевич
Самуил Евелевич (Евелиевич) Черпак (1909—1988) — советский инженер-геолог, специалист в области нефтегазовых месторождений, лауреат Ленинской премии.
Родился в 1909 г. в Баку в семье рабочего. Окончил Московский нефтяной институт (1934).
Член ВКП(б)/КПСС с 1944 г.
Работал в трестах «Грознефть», «Ишимбайнефть». В 1941—1961 — главный геолог объединений «Укрнефтегазразведка» и «Полтаванефтегазразведка».
В 1961—1971 — зав. лабораторией УкрНИИГаза (Харьков). В 1966-1971 также работал в Полтавском комплексном научно-исследовательском отделе Харьковского политехнического института.
В 1959 г. удостоен Ленинской премии за участие в открытии и разведке Шебелинского газового месторождения (УССР).
Награждён орденом Отечественной войны II степени.